# José Palacios (mayordomo)
José Palacios (Capaya, 1770-Caracas, 1845) fue el mayordomo de Simón Bolívar.

## Biografía
José Palacios fue un esclavo, nacido en una hacienda, propiedad de la familia materna de Simón Bolívar, ubicada en Capaya (Municipio Acevedo, Estado Miranda). Siendo adolescente pasó a formar parte de la servidumbre en la casa de los Bolívar-Palacios, en Caracas. En 1807 Simón Bolívar lo escogió como su sirviente personal, actividad que desempeñaría hasta la muerte de El Libertador en 1830.
José Palacios fue manumitido por Bolívar y no sólo cumplía tareas de sirviente, sino de edecán del Libertador. Vestía una chaqueta militar pero nunca obtuvo oficialmente un rango en el Ejército. Bajo su cargo estaba toda la servidumbre de Bolívar. Éste, en su testamento, le dejó 8000 pesos. Nada se sabe de su vida posterior. Se cree que se fue a Caracas, a vivir con la negra Matea y que murió en esta ciudad en 1845.

## En la literatura
En la novela de Gabriel García Márquez, El general en su laberinto, José Palacios muere en la ciudad de Cartagena, alcohólico e indigente, con más de 70 años de edad.